# 卡萨格兰德 (亚利桑那州)
卡萨格兰德（英語：Casa Grande）是美国亚利桑那州皮纳尔县的一座城市。
根据2000年美国人口普查，卡萨格兰德共有25,224人，其中白人占64.9%、土著美国人占4.91%、黑人或非裔美国人占4.27%、亚裔美国人占1.17%，太平洋岛屿裔占0.10%，21.09%人口来自其他种族，3.65%人口来自2个或2个以上的种族。39.13%的人口为西班牙裔或拉丁裔。
卡萨格兰德是皮纳尔县一个快速发展的城市，它大约在菲利克斯与Tucson城之间的中点位置，位于美国的亚利桑那州。根据2007年人口普查局的估计，该市人口为41152人。该市是以卡萨格兰德遗址国家纪念碑而命名的，而那个纪念碑实际上位于Coolidge。CASA GRANDE在西班牙语中是“大的房子”的意思。

## 历史
卡萨格兰德在1879年亚利桑那采矿业繁荣时建立，直到1915年完全建成。它以卡萨格兰德遗址国家纪念碑附近Hohokam遗址而命名。一条主要的铁路在该市终止，原先该铁路被称为Terminus。该市的建城之父之一名叫汤普森·罗德尼·帕特。帕特路、帕特公园和帕特中心，这些卡市著名的地标都是以他的名字命名的。该市曾是实行集体农庄制的地方，是罗斯福新政的一部分。该市有弗朗西斯科·格兰德饭店&高尔夫度假区，原来是旧金山巨人队的春季训练场所。而后该饭店的所有者，Horace Stoneham，在1959年开始开发不动产。1961年第一次表演赛在该市举行，Willie Mays打出了一个375英尺（114米）的本垒打。旧金山巨人队不再在弗朗西斯科 格兰德参加比赛，但球棒和球仍然存在，以纪念过去的球赛。

## 地理
卡萨格兰德位于北纬32度53分9秒、西经111度44分38秒。
根据美国统计局的数据，该市面积总共为48.2平方英里（124.8平方千米），全为陆地。

## 气候
卡萨格兰德是干旱沙漠气候。在1月份，一般最高温度为65华氏度，一般最低温度为38华氏度。在7月，一般最高温度为105华氏度，最低为78华氏度。每年的降雨量大约为10英尺（250毫米）。

## 人口统计
根据2000年的人口统计，该市有25224人，8920家住户，6547个家庭生活在城里。人口密度为每平方英里523.7人（202.2人每平方千米）。有11041户住宅平均密度为229.2每平方英里（88.5每平方千米）。在8920家住户中有37.1%的住户有低于18岁的孩子，52.3%的住户为已结婚夫妇，15.1%的住户为单身女性，26.6%的单身。21.7%的住户由单身人士组成，8.9%的住户由65岁以上的老人独居。住户的平均人数为2.80，家庭的平均人数为3.24。男女比例为97.1:100，在18岁或以上的人口比例中，男女比为91.5:100。
城市每个住户的收入中间值为36212美元，每个家庭收入的中间值为40827美元。男性这一数据为34858美元相对的女性为23533美元。单位GDP收入为15917美元。大约有12.4%的家庭和16.0%的人口生活在贫困线以下，包括21.2%的低于18岁的孩子和12.3%的超过65岁的老人。该市人口按年代增长的趋势：1940年：1500人；1960年 8300人；70年代10500人；80年代15000人；90年代19100人，2000年为25224人。

## 经济
卡市经济历史上以农村为基地，出产棉花和经营乳牛场。随着时间的推移，很多菲尼克斯和图森的城里人在该市拥有了房子。许多居民要么去北部的菲尼克斯都会区工作，要么去南部的图森，天天通勤。这种趋势促进了该市服务业的发展。越来越多的商业设施如餐馆、加油站和零售商店在城里开业，以满足增长人口的需求。
在卡市南部开了一家购物中心，服务于当地的顾客以及在附近州际公路上开车的旅行者。备置好货物的一处散步场所（市场）于2007年11月16日开业。由Westcor和Pederson集团承建，与沙漠屋脊市场相似（一个位于菲尼克斯东北的户外购物中心）。卡市的Promenade是一个露天的商业街，建于一片100英亩（0.40平方千米）的沙漠上，并且包含附近100万平方英尺的范围。一笔1100万美元的额外资金用于该市投资重建佛罗伦萨Blvd/I-10高速公路高架桥
。

## 商业
红尾书店（Red-Tail Books）；弗朗西斯科 格兰德饭店&高尔夫度假区；来回旅程自行车商店（Round Trip Bike Shop）；基督教堂，格雷丝教堂，北特莱克尔南部浸会教堂。

## 新闻
卡萨格兰德广播-卡市新闻与广告的发起者，源于1919年。
CG时报 aka 中央AZ时报-卡市家乡的新闻与作家论坛。

## 图书馆
卡市公共图书馆为居民提供可以阅读图书的标准化服务，同时也包括一些特殊服务，包括为小学设立的志愿者阅读俱乐部、网络连接和一个称为“会说话的图书”项目。图书馆主体建筑为16,000平方英尺（1500平方米），有75,000册书，38台可联网的公用计算机。维斯塔 格兰德公共图书馆是卡市图书馆系统的一个分支机构，于2009年夏天投入运营。

## 市法院
卡市市立法院是该市政府的司法分支机构，在2006-2007财政年接收了6,609件备案、执行了2486起传讯，举行了156场民事、刑事和配备陪审团的审判。

## 外部連結
- City of Casa Grande — Official site（页面存档备份，存于）
- Casa Grande Valley Historical Society — Official site
- David Leighton, "Street Smarts: Miracle Mile went to 'Big House'," Arizona Daily Star, 2015-02-03 （页面存档备份，存于）